# Gran Deserto Sabbioso

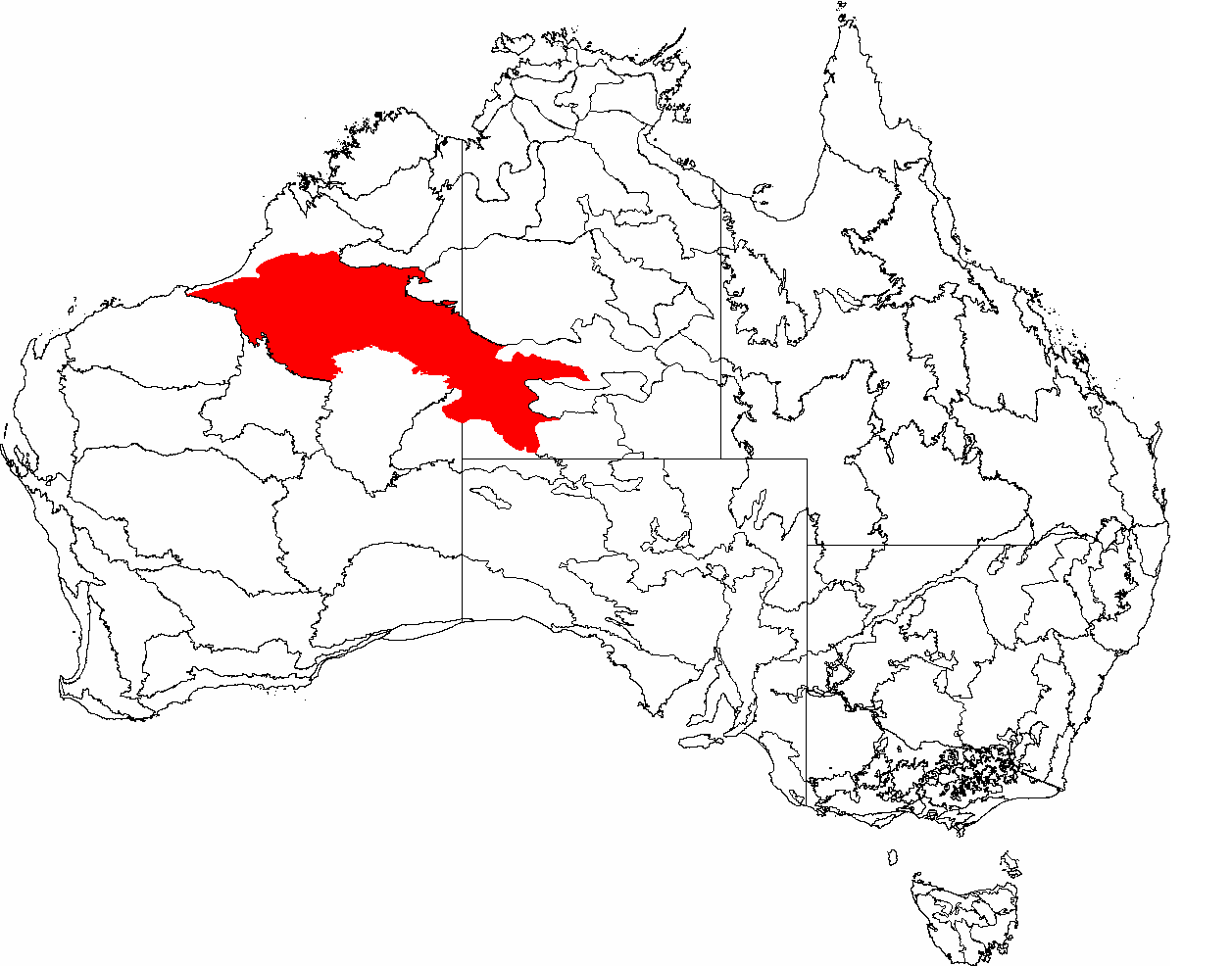
Localizzazione del Gran Deserto Sabbioso

Il Gran Deserto Sabbioso è un arido deserto delle regioni nord-occidentali dell'Australia. Si estende su una superficie di circa 360.000 km². Essa fa parte di una più ampia regione desertica conosciuta come Deserto Occidentale. È localizzato in un'area dell'Australia Occidentale scarsamente popolata, senza significativi insediamenti.

## Descrizione
Il Gran Deserto Sabbioso è sostanzialmente pianeggiante compreso tra le catene montuose del Pilbara e di Kimberley. Confina a sud-est con il deserto di Gibson e ad est con il deserto Tanami. Il Rudall River National Park e il Lago Dora si trovano a sud-ovest, mentre il lago Mackay è situato nel sud-est.
Il Gran Deserto Sabbioso contiene grandi Erg spesso costituiti da dune longitudinali. Wolfe Creek, un cratere creato dall'impatto di un meteorite, è situato nel nord-est.

## Clima
Le precipitazioni sono scarse in tutta la regione. Vicino al Kimberley la media è superiore ai 300 mm,  ma la pioggia può mancare anche per molti anni, con lunghi periodi di siccità.
Le estati sono fra le più calde di tutta l'Australia. Nelle catene montuose settentrionali del Kimberley vicino a Halls Creek si registrano temperature medie massime di 37-38 °C. Nelle regioni più a sud si va dai 38 ai 42 °C.

## Popolazione
La regione è scarsamente popolata. Le principali presenze umane sono costituite da comunità di popolazioni indigene australiane e centri minerari. Gli aborigeni del deserto rientrano in due gruppi principali: i Martu a ovest e i Pintupi a est. Molti di questi popoli indigeni sono stati rimossi forzatamente dalle loro terre nel corso del XX secolo e trasferiti in insediamenti come Papunya nel Territorio del Nord. Negli ultimi anni alcuni degli abitanti originari sono tornati a fondare comunità come ad esempio Punmu.